# Suzi Gardner
Suzanne "Suzi" Gardner (1 de agosto de 1960, Sacramento, California) é uma cantora, compositora e guitarrista estadunidense. Suzi ficou conhecida mundialmente por ter sido vocalista, guitarrista e co-fundadora da banda grunge feminina L7, o qual fundou com Donita Sparks
Gardner e o L7 formaram uma organização em defesa da liberdade individual das mulheres ao poder optar entre ter ou não um filho, chamado Rock for Choice, que organizaram muitos benefícios com bandas populares como Rage Against The Machine e Nirvana. Suzi também se tornou a primeira mulher a ter uma réplica de seus seios, feita pela famosa "groupie" Cynthia Plaster Caster, em 2000. Desde o fim do L7 em 2000, Gardner se dedica a projetos individuais nem sempre ligados a música. 

## Discografia

### Bad Religion
- Suffer (1988)

### Black Flag
- Slip It In (1984)

### Circle Jerks
- Oddities, Abnormalities and Curiosities (1995)

### L7
- L7 (1988)
- Smell the Magic (1990)
- Bricks Are Heavy (1992)
- Hungry for Stink (1994)
- The Beauty Process: Triple Platinum (1997)
- Slap Happy (1999)